# Historia de la espada

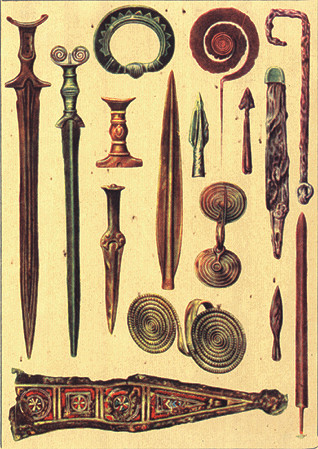
Armas de la edad de Bronce

Los diferentes tipos de espadas han tenido una gran importancia de la historia. Además de su uso como arma, la espada ha sido objeto de consideraciones especiales, formando parte de rituales funerarios, de la mitología y de varias tradiciones.
La fabricación de una espada exige un determinado grado de dominio en la metalurgia, de las técnicas de conformación (colada y forja) y de los tratamientos térmicos, sin olvidar los aspectos artísticos o las artesanías relacionadas con los complementos (vainas, cinturones o pomos).

## Detalles de la cronología
La presente cronología incluye documentos diversos y relativamente dispares. La necesidad de agruparlos en una lista única responde a la voluntad de simplificar.

## Cronología

### Espadas de bronce

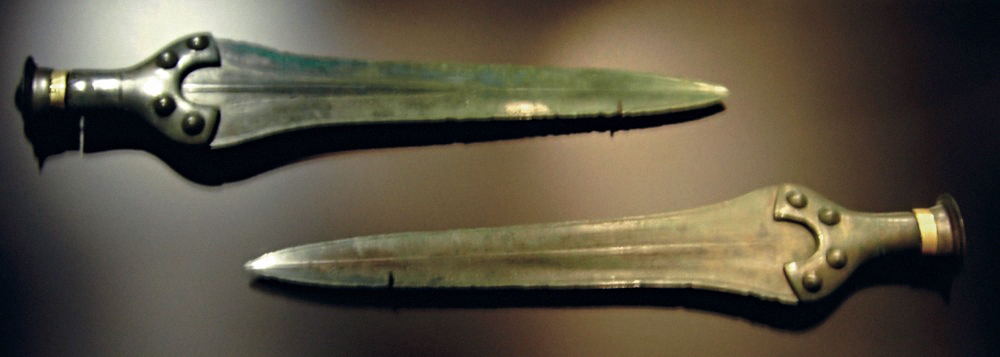
Espadas de bronce encontradas junto al disco celeste de Nebra.

Las primeras espadas de bronce con una longitud igual o superior a los 60 cm datan del siglo XVII a. C. en regiones del Mar Negro y del Mar Egeo. Surgieron como una evolución de armas más cortas del tipo de las dagas o puñales. Para fabricar una espada útil en combate hay que disponer de una aleación correcta, darle la forma adecuada y aplicar los tratamientos térmicos (y de acabado) necesarios. Cuanto más larga es una espada, más importantes son los esfuerzos (flexión y pandeo). Lo que hace falta es una arma que sea bastante dura para cortar, bastante flexible, sin ser frágil, y tenaz para resistir los golpes en las luchas.
El proceso de fabricación, de forma resumida, es el siguiente: las espadas de bronce se colocaban en moldes, se calentaban a una cierta temperatura y se dejaban enfriar lentamente. Finalmente se trabajaban en frío golpeándolas con un martillo sobre un tipo de yunque para aumentar su dureza.
- c. 1275 a. C. Espada asiria de bronce, con inscripciones.[1]
- c. 550 a. C. Según el geógrafo e historiador griego Pausanias, Teodoro de Samos inventó el arte de fundir objetos en bronce y hierro.[2]

### sigloVa.C.-sigloIa.C.

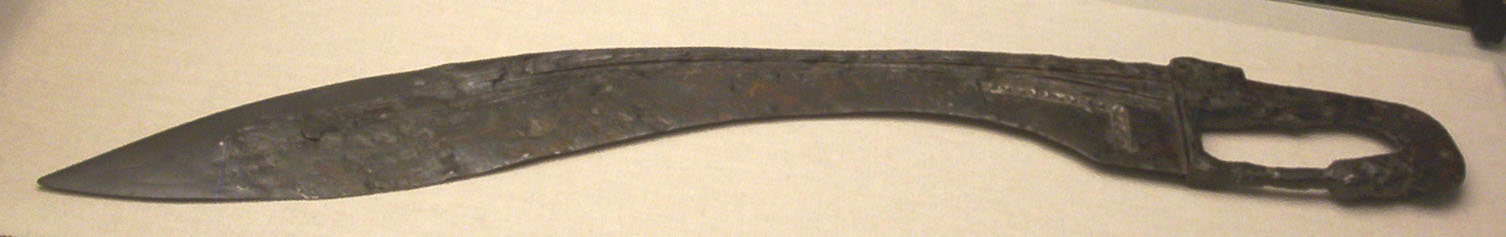
Una falcata del siglo IV aC

- c. 450 a. C. Heródoto. Mencionó espadas de hierro (como representación del dios Ares/Marte) en túmulos escitas.
- c. 401 a. C. Ctesias de Cnidos. Describió el "acero indio" (acero wootz) y dos espadas hechas con ese material.[3]
- 326 a. C. Batalla del río Hidaspes. Alejandro derrotó al rey Poros. Este le dio unos 10 kg de "acero indio" (acero wootz).[4]
- c. 230 a. C. Filón de Bizancio, en su tratado Belopoeica ("Artillería"), comenta la flexibilidad de las espadas de los celtas y de los íberos en Hispania.[5] Un comportamiento elástico, como un muelle, implica un contenido de acero templado en las espadas mencionadas.[6][7][8][9]
- 216 a. C. Batalla de Cannas. Polibio describió las espadas de los íberos (de corte y estocada) y de los galos (solo de corte).[10]
- 197 a. C. Los cenómanos y los ínsubres (pueblos de la Galia Cisalpina) fueron derrotados por los romanos, comandados por Cayo Cornelio Cetego, cerca del río Clusius (quizás el río Brembo (río) actual). A pesar de la superioridad numérica de los galos, sus espadas se doblaban al primer golpe y había que enderezarlas. Los romanos aprovecharon esta debilidad para ganar la batalla.[11]
- c. 20 a. C. Diodoro Sículo fue un historiador griego de Sicilia que vivió en el siglo I a. C., contemporáneo de Julio César y de Augusto. Sus comentarios sobre las espadas de los celtíberos indican la calidad de corte y un aspecto de su fabricación.[12]
- c. 5 a. C. Gratio Falisco, en su poema Cynegeticon, menciona los cuchillos de Toledo: "...Ima toledano praecingunt ilia cultro...".[13][14]

### Era cristiana
- c. 50 d. C. Plinio el Viejo. Menciona los tipos de hierro y la importancia del agua en el temple del acero.[15][16][17][18][19]
- c. 90 d. C. El poeta Marcial, nacido en Bílbilis (cerca de Calatayud), se enorgullecía del acero de su patria, mejor que el de los cálibes y el de los Noricum.[20][21]

#### Época medieval

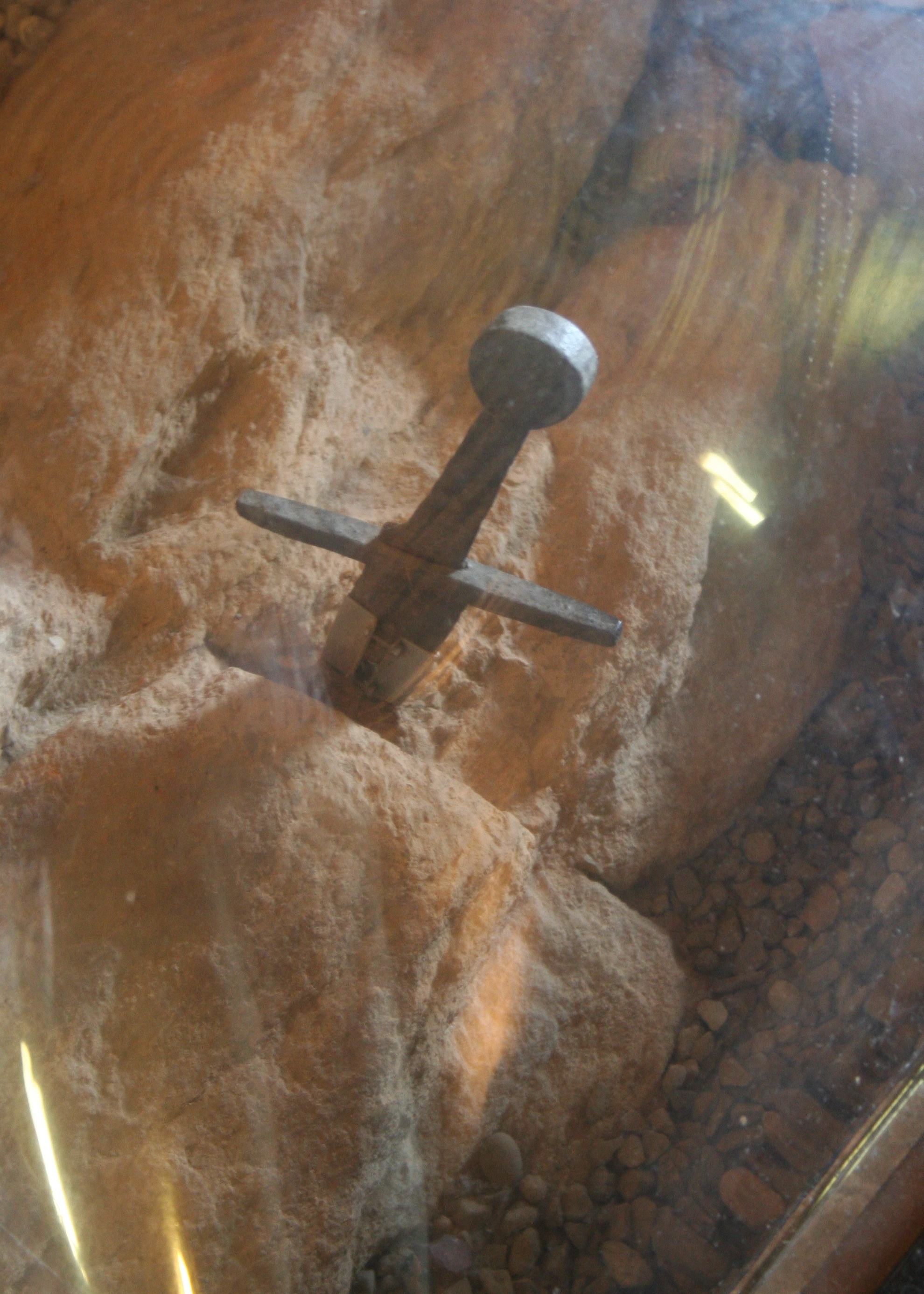
Espada de san Galgano clavada a la roca. Año 1181.

- c. 500. Barco naufragado cerca de Nydam (Dinamarca) con un cargamento de espadas del tipo de "hoja soldada" ("pattern-welded" en inglés).
- c. 700. Según una leyenda japonesa procedente de la provincia de Yamato, el espadero Amakuni estaba preocupado porque muchas espadas se rompían en la batalla. Después de días de trabajo y plegaria, modificó el proceso de forja y temple, consiguiendo unas espadas curvadas y que no se rompían en el combate.[22]
- 796. El emperador Carlomagno obsequió al rey Offa de Mercia con una espada fabricada por los hunos, obtenida como botín de guerra.[23]
- 802. Harún al-Rashid poseía una espada de gran calidad, llamada Samsam o Samsamah. Supuestamente se trataba de una espada que había pertenecido a un rey del Yemen. El emperador griego Nicéforo I le envió unas cuantas espadas de fabricación griega, indicando que ya no quería pagar el tributo. Harun las rompió todas con su espada Samsam, sin que se embotara lo más mínimo.[24][25]
- c.850. Abu Yusuf bien Ishaq al-Kindi describe las espadas de Damasco.[26]
- c. 900. Primeras documentaciones de la katana, del maestro Yasu-tsuna, de Hoki.[27]
- 966. Embajada de Borrell II a A el-Hàkam II. Obsequio de 100 espadas "francas", muy famosas y temidas.[28]
- 1233. Jaime I de Aragón menciona la espada llamada Tisó (forjada en Monzón), en el sitio de Burriana.[29][30]
- 1248. Espada Lobera del rey Fernando III de Castilla.[31]
- 1274. Espada del caballero Soler de Vilardell (Espada de Vilardell). Una espada considerada mágica, "de virtud". Su calidad de corte indican un proceso de fabricación muy exitoso.[32]
- 1370. Testamento de Pedro el Ceremonioso. Espada de San Martín y espada de Vilardell.
- 1392. Ibn Hudhayl, en su obra Gala de caballeros y blasón de paladines, menciona dos tipos de espadas de calidad: las de acero indio y las de los francos (catalanes). Estas últimas con calidades excepcionales y supuestamente forjadas por genios.[33]
- 1425. Los espaderos de Valencia pidieron confirmación de sus ordenaciones, copiadas de las de los espaderos de Barcelona.
  - ..Item. Senyor los dits privilegis, capítols e ordinacions vees(?) plaurets a Déu a justícia (e) egualtat car axí son stats obtenguts per la spaseria de ciutat vostra de Barchinonae per vos atorgats (a) aquella segons han pres los prohomens de la spaseria de la dita vostra ciutat de Valencia...1425...Alfonsi Dei gratia Regis Aragonum, Sicilie, Valencie, Majoricam, Sardinie et ...[34]
  - Examen de los aspirantes a maestros espaderos:

Tenían que presentar: “4 fulles d’espases e recapte per a guarniment de aquelles. Ço és la una fulla de dues mans la qual haie a guarnir vermella. E l’altra fulla sia de una mà la qual haie a esser guarnida mitadada de dues colors. E l’altra de una mà que sia buydada e guarnida tota negra. E la quarta ço és un estoch d’armes tot blanch los quals guarniments se vien(?) e haien a fer per lo volent usa(n)t de la dita spaseria dins la casa e habitació de un dels dits diputats...”
- 1433. Barcelona. En el Libro de los consejos del gremio de espaderos se indica la manera de templar las hojas de las espadas.[35]
  - En el folio f_099r y otros del Libro gremial de los espaderos se habla de “confrare ho confraressa”. Aparentemente una mujer podía pertenecer a la cofradía de los espaderos. Quizás solo como esposa o viuda de un espadero.[36]

#### 1450-1700
[33][33]

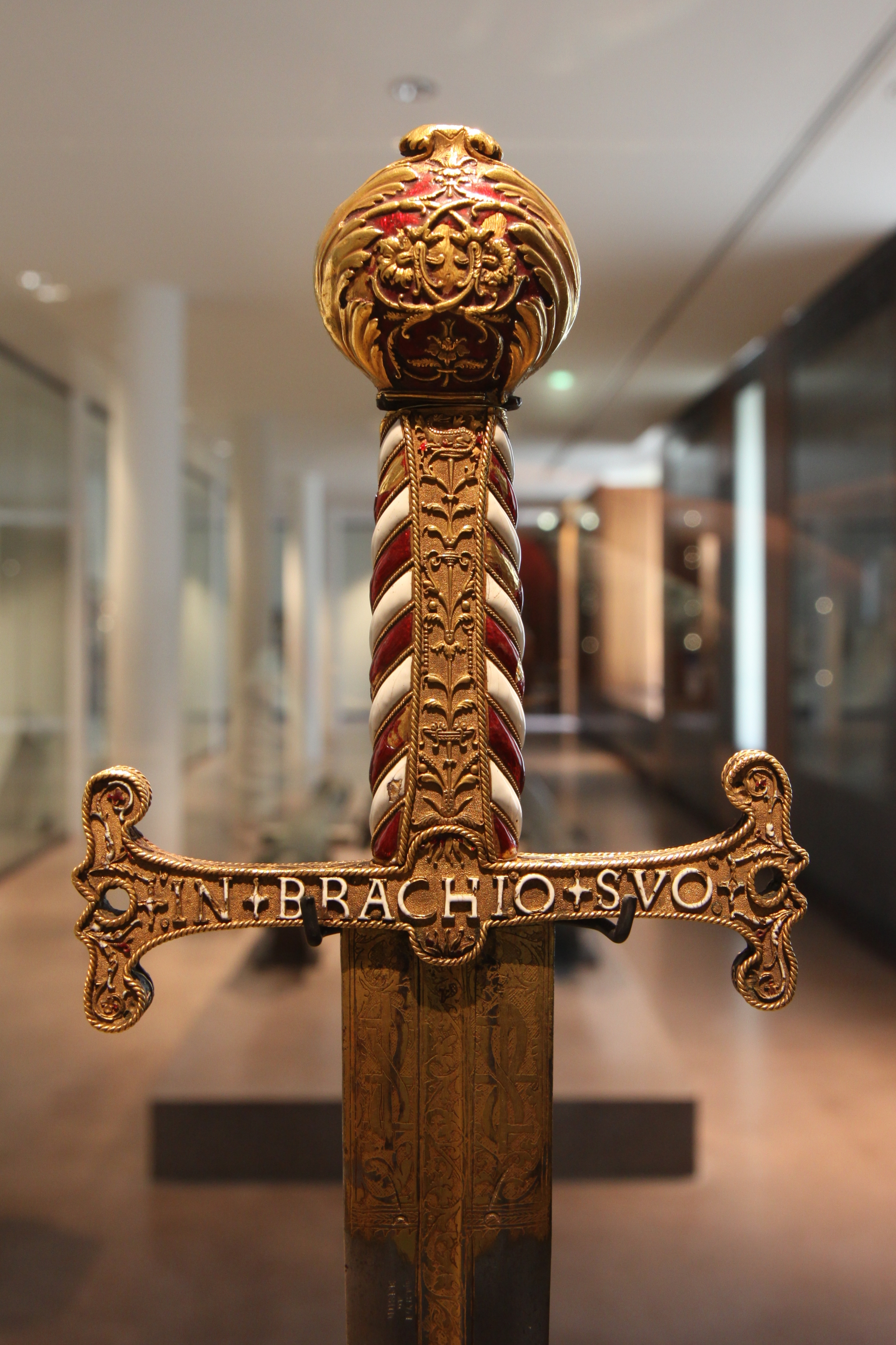
Mango de la espada de Francesc I de Francia expuesta en el Musée del Armée de París. Forjada en Valencia por Antonivs.

- 1474. El maestro de esgrima mallorquín Jaume Ponç fue autor de un tratado de esgrima publicado en Perpiñán.[38][39]
  - La obra de Jaume Ponç parece haber desaparecido, pero existía un manuscrito en la Biblioteca del Escorial en 1931.[40]

239. Maestro Ponce. Arte de esgrima, en lengua lemosina, con hermosas figuras y letras de oro. v. D. 1. 1. P. 9. Ms. H. I. 5, fols. 176 v. y 207 r.
Catálogo de los manuscritos catalanes, valencianos, gallegos y portugueses de la biblioteca de El Escorial / Fr. Julián Zarco Cuevas. Página 164.

- 1478. Referencias del espadero Julián del Rey. Relacionado con las famosas espadas con la marca del "perrillo" (supuestamente un perro estilizado), se llama que fue un armero musulmán que se convirtió al cristianismo apadrinado por Fernando el Católico. Trabajó en Zaragoza y Toledo.[41]
- 1509. Boda de Catalina de Aragón y Enrique VIII de Inglaterra. Espadas de la armería de Zaragoza obsequiadas al rey inglés.[42]
- 1517. Superioridad de la espada sobre otras armas en las guerras de invasión de los españoles (?) contra los nativos americanos en la Florida.[43]
- 1522. Espada de Ignacio de Loyola ofrecida a la Virgen de Montserrat.
- 1525. Batalla de Pavia. Francisco I de Francia libró su espada a Joan Aldana, natural de Tortosa.[44]
- 1540. De la Pirotechnia, obra de Vannoccio Biringuccio, armero de Siena. Entre otros temas trata de algunas minas de hierro y la reducción del tipo en una fragua con fuelles.[45]
- c.1541. Espada de Francisco Pizarro, fabricada en Valencia por el armero Mateo Duarte.[46]
- 1544. Sable de cacería de Enrique VIII de Inglaterra decorado por Diego Çaias.[47]
- 1546.Georgius Agrícola (nombre latinizado de Georg Bauer). Obra De Natura Fossilium]], que trata de mineralogía. Habla de regiones exportadoras de hierro y de la zona de Noricum (actual Steyr en Austria) que producía acero por la calidad del mineral. En otros lugares (Bilbao, Turassio en España y Como en Italia) el acero se "fabricaría" por la calidad de las aguas.[48]
- 1547. Mencionada la espada llamada "de San Martí".[49] (Véase año 1370)
- 1547. Ley acordada sobre la longitud máxima de las hojas de espada de Mallorca,Valencia y Cataluña.[50][51]
- 1599. El papa Clemente VIII obsequió con una espada de Solingen el rey Enrique IV de Francia.[52]

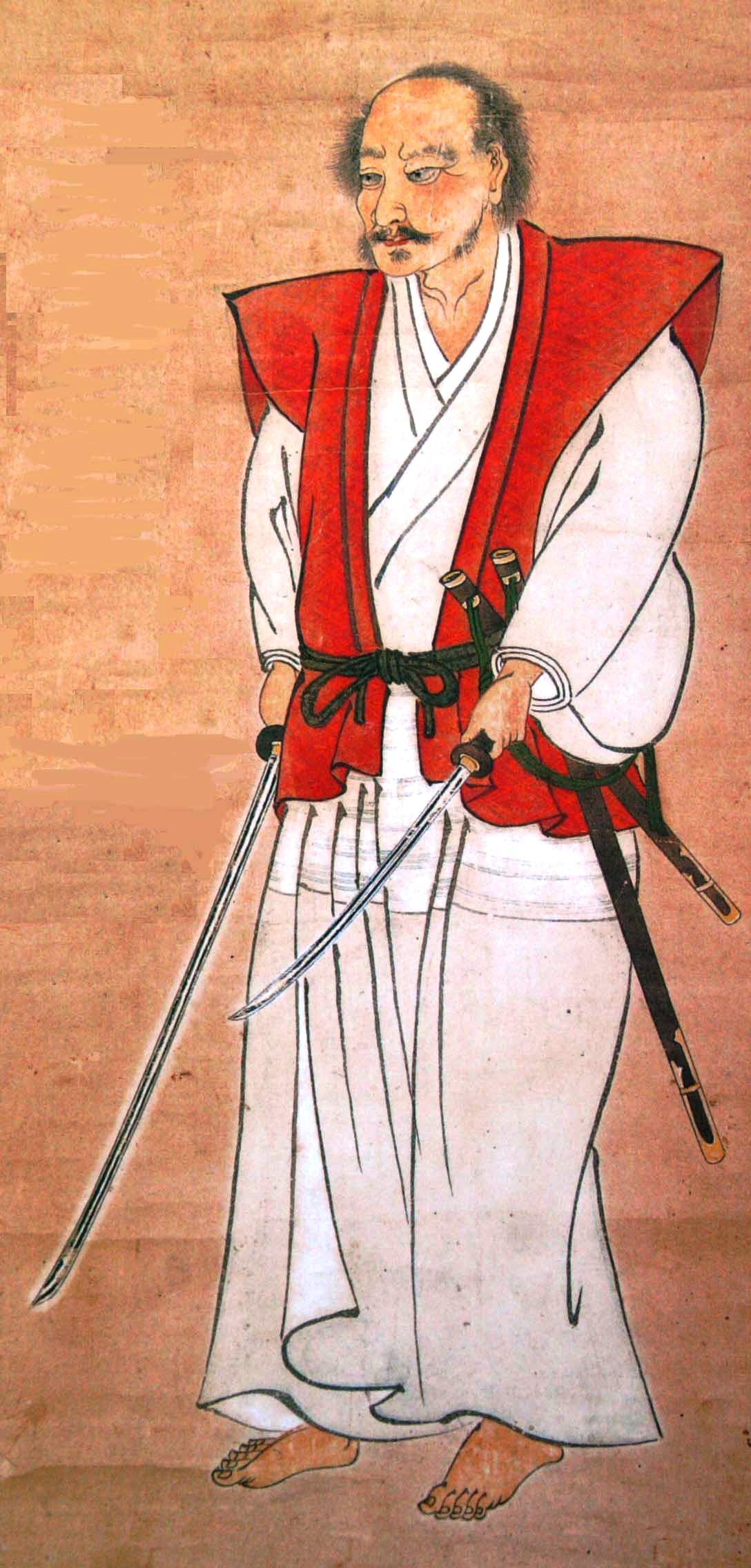
Miyamoto Mushashi.

#### 1700-1950
- 1742."Dictionnaire Universel De Commerce", Jacques Savary des Bruslons,Philémon-Louis Savary. Denominación francesa de las hojas compuestas con alma de hierro y exterior de acero ("lame de ettofe").[53]
- 1750. Noticias sobre la mina de "hierro barnizado" o "hierro helado" de Mondragón.[54]
- 1760. Carlos III de España encarga a Luis de Urbina, coronel de infantería, un informe sobre las fábricas de espadas de Toledo, Valencia, Zaragoza y Barcelona (en estado precario) para establecer una nueva fábrica en Toledo.
- 1761."Fábrica de armas blancas de Toledo", creada por decreto de Carlos III de España. La organizó y dirigir el maestro espadero valenciano Luis Calisto, contratado expresamente.[55]
- 1766. Motín de Esquilache
- 1772. Henry Knock fue el fundador de una compañía que fabricaba armas. La legó a su encargado James Wilkinson, fabricante de las famosas espadas y sables.[56]
- 1781-1782. Para el armamento del Presidio de Santa Bárbara (California) se desestiman las espadas de Toledo y se piden espadas alemanas, valencianas o de Barcelona, más adecuadas para tareas militares.[57] Según informe de Felipe de Nieve (traducido al inglés por Richard S. Whitehead):”... Uniforms are in deplorable shape due to the fact that supply ships have not arrived. Much of the equipment is defective. Safeties on the pistols are inoperative and swords of Toledo steel are tempered so high that they could break into pieces if used carelessly”. (Traducción: “Las espadas de Toledo están tan templadas que pueden romperse a trozos si se usan sin cuidado”).
- 1782. William Bowles."Introducción a la historia natural y á la geografía física de España". Con noticias sobre la fabricación de espadas en España.[58]
- 1793-1795. Guerra del Rosellón. Se vuelven a fabricar armas en Cataluña.[59]
- 1798.Historia de la economía política de Aragón. Ignacio Jordán de Assó y del Río. Habla de las espadas de Zaragoza.[59]
- 1804. James Wilkinson.[60]
- 1844. Henry Wilkinson.[61]
- 1849. "Guía general de Barcelona"; Manuel Saurí,José Matas. Describe la espada del gremio de espaderos de Barcelona (60 pulgadas de largo, 24 pulgadas a la cruceta), que exigía un hombre fuerte para llevarla en desfiles.[62]
- 1851. Espada de Toledo (del maestro Manuel de Ysasi) presentada a la Great Exhibition de Londres. Se podía desenvainar y envainar en una vaina casi circular.[63]
- 1856. Detalles de la fabricación de espadas (según la Fábrica de Toledo).[64]
- 1865.Henry George O'Shea. "A guide to Spain". Lista de espadas de la Armería del Palacio Real de Madrid (en la época de la publicación de la obra).[65]
- 1943. Espada de Stalingrado.